# Палашівка (гміна)
Гміна Палашівка — сільська гміна у Чортківському повіті Тернопільського воєводства Другої Речі Посполитої. Адміністративним центром гміни було село Палашівка.
Гміна утворена 1 серпня 1934 року в рамках нового закону про самоврядування (23 березня 1933 року).
Площа гміни — 64,05 км²

Кількість житлових будинків — 1455

Кількість мешканців — 6642
Гміну створено на основі давніших гмін: Базар (без осади Косцюшівка), Палашівка, Криволука, Полівці.
Гміна ліквідована 17 січня 1940 року із включенням сіл до Білобожницького району.